# Veperd
Veperd (németül: Weppersdorf, horvátul: Verpštof) mezőváros Ausztriában, Burgenland tartományban, a Felsőpulyai járásban.

## Fekvése
Felsőpulyától 10 km-re északnyugatra fekszik.
A kataszteri közösségek Mészverem, Csóronfalva és Weppersdorf.

## Története
Területén az első emberi település nyomai a kelta korból az i. e. 1. századból származnak. A római korban itt vezetett át a híres borostyánút és éremlelet is került elő ebből a korszakból. 860-ban a környék Ratpot és Richari grófok birtoka, akiknek a salzburgi érsek adta, hogy ide parasztokat telepítsenek és földjét műveljék meg.
A mai település 1222-ben II. András király adománylevelében szerepel először "Wepur" néven. Botus fia Pósa comes, aki Sopron vármegyében hat falu ura volt, mikor a király a szentföldi hadjáratról hazatérőben volt, elément bizánci földre, hogy ragaszkodását kifejezze és értesítse a hazai állapotokról, azonban fogságba került. Szabadulása után a király hűségéért Lók és Veperd falvakat adományozta neki. 1346-ban "Villa Weper" néven említik.
A vasvári káptalan 1377-es oklevelében Veperd ("Poss. Veper, Vepur" alakban) mint vámszedőhely tűnik fel. 1463-ban Veperd a kaboldi váruradalom része lett. 1466-tól az uradalommal együtt Csóron János birtoka lett. 1529-ben és 1532-ben elpusztította a török és lerombolta Kabold vizivárát is.
A 16. században itt is terjedt a reformáció. A falu első evangélikus prédikátora 1564-ben tűnt fel. Az országgyűlés követelésére a település 1638-ban a kabodi uradalommal visszakerült a magyar koronához és az ipolykéri Kéry család tulajdona lett. Az evangélikus templom 1645-ben kapott új harangot, mely ma egész Várvidék legrégebben működő harangja. 1650. október 18-án evangélikus zsinatot tartottak itt. 1661-ben az evangélikus templom a katolikusok kezére került, az evangélikus istentiszteleteket házaknál tartották. 1683-ban a Bécs ellen vonuló török Veperdet is felégette. 1704-ben Esterházy Pál herceg vásárolta meg a kaboldi uradalmat. 1809-ben francia csapatok szállták meg a községet. 1831-ben súlyos kolerajárvány pusztított. 1836-ban felépült az evangélikus iskola. 1852-ben Veperdnek 857 lakosa volt, közülük 846 volt német.
Vályi András szerint " VEPERD. Vepersdorf. Német falu Sopron Várm. földes Ura Hg. Eszterházy Uraság, lakosai katolikusok, fekszik Lachenbaknak szomszédságában, Sopronhoz 2 3/8 mértföldnyire; hegyes határja 2 nyomásbéli, rozsot leginkább, árpát, zabot, pohánkat középszerűen terem; szőleje nints, erdeje van."
Fényes Elek szerint " Veperd, (Weppersdorf), német falu, Sopron vmegyében, Sopronhoz nyugotra 3 mfd., 298 kath., 479 ev., 11 zsidó lak. Dombos határa középszerű; van 967 hold urbéri szántóföldje, 196 h. rétje; a majorsági birtok nem adatott fel. F. u. h. Eszterházy Pál."
1910-ben  399, túlnyomóan  német lakosa volt. A trianoni békeszerződésig Sopron vármegye Felsőpulyai járásához tartozott. 1921-ben Ausztria Burgenland tartományának része lett. 1971-ben Mészverem és Csóronfalva településeket csatolták hozzá.

## Nevezetességei
- A Szentháromság tiszteletére szentelt római katolikus temploma eredetileg a 14. században épült gótikus stílusban, mai formáját 1753-ban az átépítés után nyerte el.
- Evangélikus temploma 1931-ben épült.